# 日産・レパード
レパード (LEOPARD) は、日産自動車がかつて製造・販売していた高級乗用車である。
本項では兄弟車のレパードTR-X、レパード J.フェリーについても述べる。

## 概要
1979年11月に発売された910型ブルーバードは、先代810型まで存在した直列6気筒エンジン搭載の上級グレードが廃止され、本来のブルーバードの車種クラスに準じた直列4気筒エンジン搭載車に統一された。日産店での取扱車種のラインナップ上、ブルーバードの上級グレードの後継車種としての位置付けと、スカイライン、ローレルに続く上級車ラインナップの一角を担うべく、1980年10月に発売されたのがレパードである。本車種の登場に際し、直前に登場した430型セドリック/グロリアでは2ドアハードトップモデルが廃止された。
世代ごとに商品企画の変転が大きく、初代は910型ブルーバードベースの上級2ドア/4ドアハードトップ、2代目はR31型スカイラインベースの高級2ドアクーペ、3代目および4代目はセドリック/グロリアベースの高級4ドアセダンもしくはハードトップという変遷であった。
レパードそのものが一貫したコンセプトを持ち続けることができず、確固たるブランド力を構築するには至らなかったが、その後のインフィニティ・Q、M、G（それぞれ日本国内のシーマ、フーガ、スカイライン）をはじめとした高級パーソナルカーにレパードでの経験が生かされている。

## 初代 F30型系（1980年 - 1986年）
当時、東京都杉並区荻窪にあった旧プリンス自動車工業の開発拠点において開発された。910型ブルーバードをベースに、ホイールベースを延長してL24E型直列6気筒エンジンを搭載した北米向け車種のG910型マキシマをベースとしている。当初は北米輸出向けとして開発されたが、完成した時期に北米での販売が落ち込んでいたため計画を変更し、日本国内専用車として販売されることになった。
直列6気筒エンジンを搭載したブルーバードの上級グレードの後継であることから、ブルーバードをメインに取り扱う日産店の取扱車種として発売された。CM出演は加山雄三。キャッチコピーは前期が「パワーエリート」「自由に何を賭けるか」、後期が「最先端は、愉快だ」「鋭く挑む、華麗なる豹」。ボディタイプは4ドアピラードハードトップと2ドアハードトップの2種類で、これは当時の運輸省が車種を増やすことを事実上禁止しており、ブルーバードGTの後継として運輸省を納得させるため4ドアも設定された。
世界初もしくは業界初の技術（燃費計やフェンダーミラーワイパー）を多く採用して登場した。スタイリングは、リアウィンドウに使われたベンドグラスやCピラーとリアフェンダーを面一としない手法（キャビン後端の幅を狭め、Cピラーの後ろを絞り、ボディー全長にわたるショルダーラインを際立たせる）を特徴とし、国産他車に先駆けるものであった。車体幅が5ナンバーサイズのため、前後の絞りは小さく細長い。
スタイリングの先進性に比して、発売当初のエンジンはL型の直列6気筒・2.0 L（L20E型）と2.8 L（L28E型）と、Z型の直列4気筒・1.8 L（Z18型）で、「技術の日産」のキャッチコピーとはかけ離れた旧態依然としたラインナップであった。同クラス車で後発のトヨタ・ソアラは、当初より直列6気筒DOHC・2.8 Lエンジンを搭載したグレードが存在し、最高出力170 PS（後に190 PSまで向上）を発生していた。それに対してSOHCエンジンを搭載したレパードの最高出力は最も高出力なL28E型でも145 PSに留まることから、ソアラに対してパフォーマンス面で見劣りするものであった。1984年には、前年に発売されたフェアレディZ300ZXと共通のV型6気筒ターボエンジン（VG30ET型）搭載車が登場し、最高出力230 PS（グロス値）を発生してソアラに勝るとも劣らないパフォーマンスを得たが、販売の向上には至らなかった。
CM出演の加山が出演した『探偵同盟』、『愛のホットライン』（いずれもフジテレビ系）、『ブラックジャック』（テレビ朝日系）、『帰ってきた若大将』（東宝）でも劇中車として登場した。
販売終了前月までの新車登録台数の累計は7万887台。
- 1980年9月30日[2] - 初代F30型登場。エンジンは直列4気筒1.8 L（Z18型）、直列6気筒2.0 L（L20E型）、直列6気筒2.8 L（L28E型）の3種類。
- 1981年7月 - 直列6気筒2.0 Lのターボ車（L20ET型）を追加。グレードはGX/SGX/ZGX。
- 1982年9月 - マイナーチェンジ。ラジエーターグリルとテールランプを変更し、AT車はオーバードライブ付の4速に変更。L20ET型を搭載する最上級グレード「ターボZGXスーパーエディション」が追加された。既存モデルは車種の見直しとグレード名変更が行われ、F→GX.CF→SGX.SF→ZGXに変更。3ナンバー車のL28E型エンジン搭載車は廃止。
- 1984年6月 - 3.0 L・V型6気筒ターボ（VG30ET型）搭載の「300ターボグランドエディション」追加。60偏平率タイヤ&メッシュタイプのアルミホイールを装着。2年ぶりの3ナンバー車の復活となった。

### レパードTR-X
チェリー店取扱車種の姉妹車として、レパードTR-X（トライエックス）も設定された。キャッチコピーは前期が「TR-X　アメリカ」、後期が「頂点は感動」。
レパードのフォグランプ内蔵異型ヘッドランプに対し、TR-Xは規格型の角型4灯ヘッドランプを装着する。また、日産店向けのレパードに対してグレード構成が簡略化されており、4ドアハードトップ200F/180Fと2ドアハードトップ180CFのトランスミッションは4速もしくは5速MTのみの設定で、標準車に設定される280X-CFと2ドアハードトップ200X-SF標準車はTR-Xには設定されず、TR-Xの3ナンバーモデルは2ドア、4ドア共に280X-SF-Lの3速ATのみの設定であった。これは、日産店向けのレパードが新世代ハイオーナーカーの位置付けであるのに対して、日産チェリー店向けのTR-Xが新高級スペシャリティカーとして位置付けされたものであった。

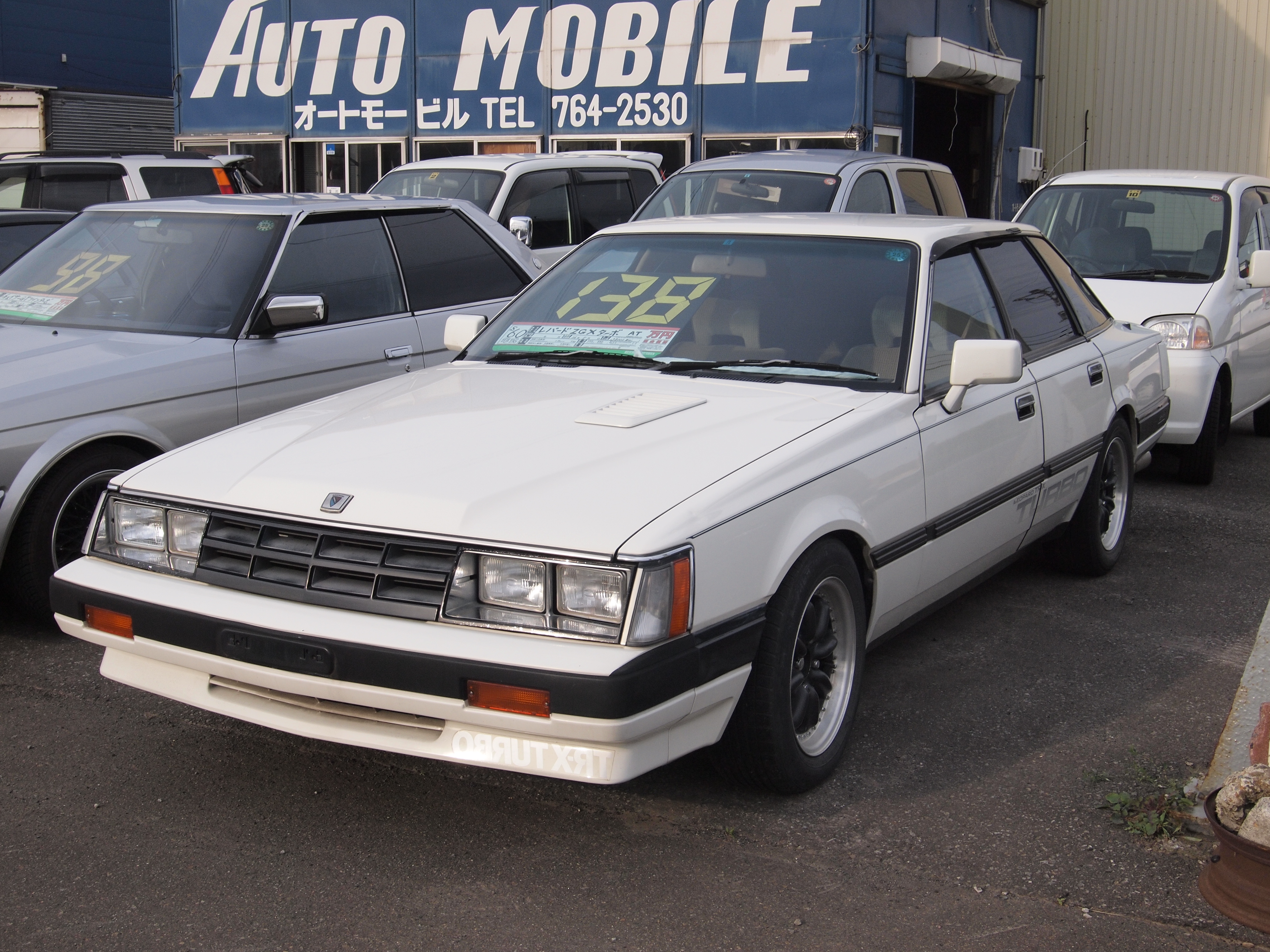
レパードTR-X ターボZGX 4ドア 後期型（1982年9月 - 1986年2月） 前
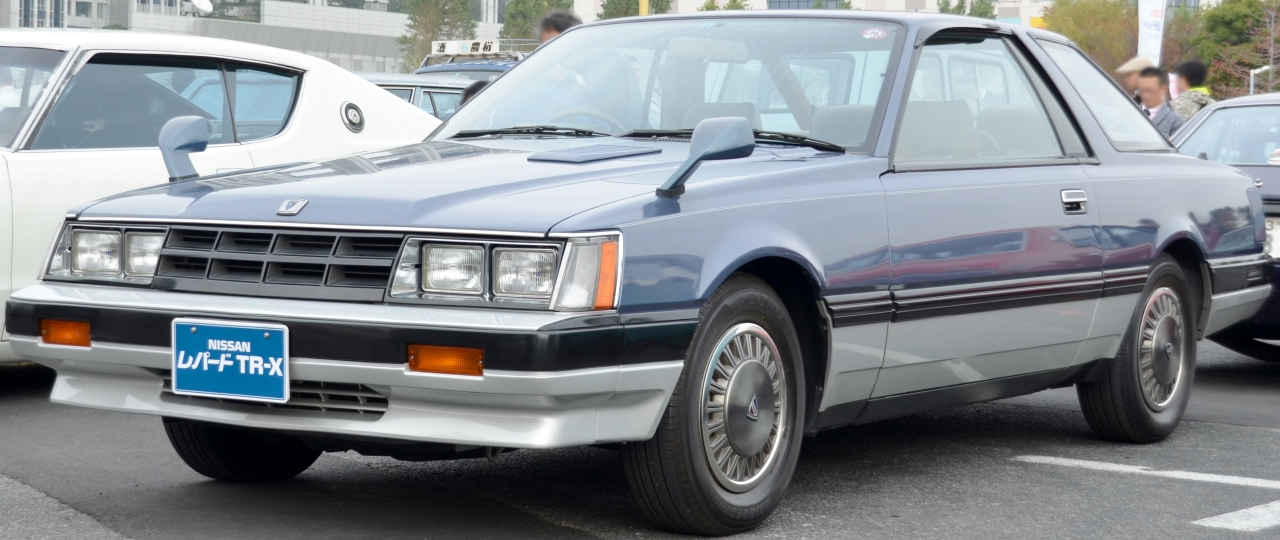
レパードTR-X ターボSGX 2ドア 後期型（1982年9月 - 1986年2月） 前
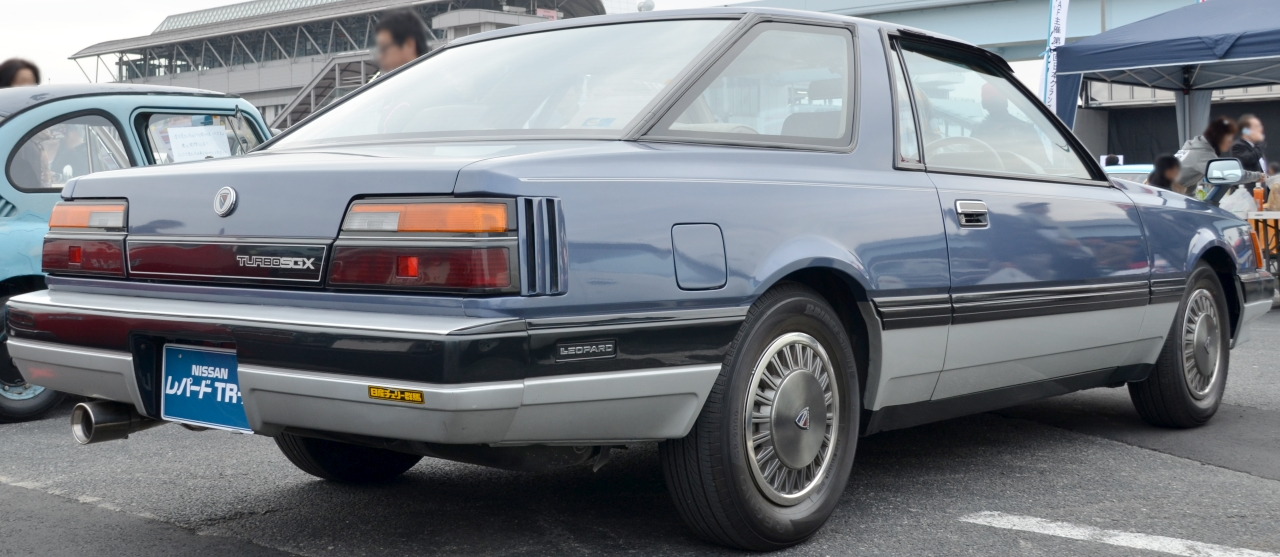
後

## 2代目 F31型系（1986年 - 1992年）
北米向け車種であったマキシマが「ブルーバードマキシマ」として日本国内にも登場したことや、競合車種のトヨタ・ソアラを強く意識した結果、姉妹車のレパードTR-Xは廃止され、日産店とチェリー店ともに「レパード」と車名を統一して2ドアクーペのみのラインナップとなった。4ドアは1988年9月発売のセフィーロが引き継いでいる。同時期のR31型スカイラインと基本設計を共用し、開発コストの抑制が図られている。
キャッチコピーは前期型が「private coupe（プライベート・クーペ）」「私は今、限りなく自由だ、限りなく豊かだ」。後期型は「若いと言うだけでは、手に負えない、クルマがある」「美しいと云うだけでは、語り尽くせないクルマがある」「BIG 2DOOR」。グランドセレクションが「表現力」。発売当初のCMでは映画『殺しのドレス』のテーマ曲が使用された。
開発主管は当初、C32型ローレルとR31/R32型スカイラインの開発主管を務めた旧プリンス自動車出身の伊藤修令が担当していたが、当時の組織変更（主管は複数車種を掛け持ちせず1車種1主管制へ変更）の影響で、発表の2か月ほど前に山羽和夫に変更された。そのため、記者発表や雑誌には山羽が開発担当責任者として対応しているほか、マイナーチェンジに向けての開発も山羽のもとで進められた。
エンジンはすべてV型6気筒。前期型がVG30DE型（3.0 L DOHC、185 PS）、VG20ET型（2.0 L SOHCジェットターボ 空冷インタークーラー、155 PS）、VG20E型（2.0 L SOHC、115 PS）の3種類。後期型ではVG30DE型の最高出力が200 PSに向上したほか、VG20ET型に代わってVG20DET型（2.0 L DOHCセラミックターボ 水冷インタークーラー、210 PS）を設定。また3.0 Lエンジンにもターボモデルが加わり、VG30DET型（3.0 L DOHCセラミックターボ、255 PS）が新たに搭載された。トランスミッションは前期型のVG20E型搭載車に5速MTが設定されたのを除いて、すべて4速ATである。サスペンション形状はフロントがストラット、リアがセミトレーリングアーム。アルティマには、超音波で路面状況を把握し減衰力を変化させる「スーパーソニックサスペンション」を搭載している。
なお、後期型に搭載されたVG30DET型エンジンは、初代シーマ（FPY31型）で初めて搭載されたエンジンであるが、元々はマイナーチェンジに向けて開発を進めていたレパードの開発チームが、ライバルのトヨタ・ソアラ（230 PS）に対抗するために開発していたエンジンである。初代シーマは当初、3.0 L自然吸気で開発が進められていたが、発売後に想定されるライバル車種をトヨタ・クラウンだけでなく当時人気絶頂のソアラも視野に入れることになり、開発途中でターボエンジンの搭載が決定された。この時点で初代シーマの開発は終盤に差しかかっていたものの、シーマ用に新たなエンジンを開発するだけの余裕がなかったことから、レパードの開発チームが準備していたVG30DETを新型車種のシーマに譲った形となった。なお、F31型レパードへのVG30DET搭載は1988年8月のマイナーチェンジ以降であるが、シーマは1988年1月の発売時点からVG30DET搭載車も設定されていたため、シーマが7か月先んじる形となっていた。
エクステリアは先代のイタリア的近未来スタイルに対し、初代ソアラやBMWをイメージしたクラシカルなデザインへと変わり、細部の仕上げにも相応の注意が払われている。リアピラーからホイールハウスにかけて、数字の「6」を描くようなバランスの取れた「エアフロー・フォルム」と呼ばれるデザインが特徴である。外板の塗装も高品質な仕上げが施されている。
インテリアでは、航空機のコックピット感覚をもとに高級車としての風格を考慮し、エレクトロニクスメーター類、オーディオなどを融合しデザインされた。助手側も運転席と対等に包み込むようなデザインでグローブボックスを充実し、物をダッシュ上に乗せるのではなく収納するというパッセンジャーに対する配慮も考慮したインパネデザインであった。また高いダッシュボードはフロントガラスへの映り込みを抑えるソフトな材質を用いている。
グレード名の由来として、VG30DE搭載車の「アルティマ」は「究極」の意味を持つ英語「Ultimate（アルティメット）」からとった造語。VG20ET搭載車のXS-II、XSは、「X」は未知にチャレンジするという意味、「S」はスポーツ、「II」は上級車の意味を指す。VG20E搭載車のXJ-II、XJの意味は、「X」は上記に準じており「J」はジュエリー（宝石）のもつ高級感を指している。
既に知名度を確立していたソアラの陰に隠れてしまったことなどから販売当初は苦戦を強いられたが、日本テレビ系の刑事ドラマ『あぶない刑事』シリーズに劇中車として登場したことなどから、生産終了から年月を経た現在でも中古車市場で高値で取引されるなど根強い人気を誇っており、本車を専門に扱うショップも存在する。
- 1986年
  - 2月 - F31型にモデルチェンジ。ラインナップはアルティマ（VG30DE）、XS-II・XS（VG20ET）、XJ-II・XJ（VG20E）。
  - 7月 - 新塗色ホワイトツートーンおよびリアスポイラー装着車を設定。
- 1987年
  - 6月 - アルティマグランドセレクション・XS-IIグランドセレクション追加。ハイテクウールシート、AVシステム（アルティマグランドセレクションに標準装備、XS-IIグランドセレクションにオプション）を装備。
  - 10月 - 東京モーターショーにて「アルティマX」を参考出品。アルティマをベースとしたオープンカーで、専門誌では状況次第で市販化されるとの憶測があったが実現しなかった。
- 1988年8月 - マイナーチェンジ。VG30DET型の追加、VG30DE型の出力向上、シングルカムターボのVG20ET型に替わりツインカムターボのVG20DET型に変更。VG20E以外のエンジンはプレミアムガソリン指定。ラインアップは、アルティマ V30ツインカムターボ（VG30DET）、アルティマ V30ツインカム（VG30DE）、XS V20ツインカムターボ（VG20DET）、XJ V20E（VG20E）。メッキ部品を減らし、丸みのあるデザインとなった。アルミホイールのデザインもリム部をはじめとして全体的にやや彫りの深いデザインに変更されている。同時期の日産車に共通のダッシュボードも、大幅に形状が変更された。前期型の装備だった全面ブルー液晶の「グラフィカル・デジタルメーター」は廃止され、文字盤がホワイトのアナログメーターとなった。AVシステム、サンルーフ、本革シートがアルティマ V30ツインカムターボに標準装備、その他のグレードにオプション設定された。中折れ機構を持つ「パートナーコンフォタブルシート」は、全グレードに拡大採用された。また、アルティマ専用装備であった「スーパーソニックサスペンション」は、アルティマ V30ツインカムターボ、アルティマ V30ツインカムだけでなく、XS V20ツインカムターボにまで拡大採用され、ATシフトロックを追加。

CMソングはヴィクター・ラズロのPleurer des rivières （河よ泣いて）。
- 1989年 - アメリカ合衆国にて、本車をベースにしたインフィニティ・M30が発売され、日本仕様に存在しないコンバーチブルの設定もあった。また、系列会社のオーテックジャパンがイタリアのカロッツェリアであるザガートと合作した「オーテック・ザガート・ステルビオ」も開発され、少数台数が発売された。同年9月に一部改良を行い、ATシフトロックをPレンジ保持機構付きに、ASCD安定性を向上、オーディオの音質調整の変更がされた。
- 1992年
  - 5月[5] - 生産終了。在庫対応分のみの販売となる。
  - 8月[6] - 6月に登場した3代目とバトンタッチして販売終了。

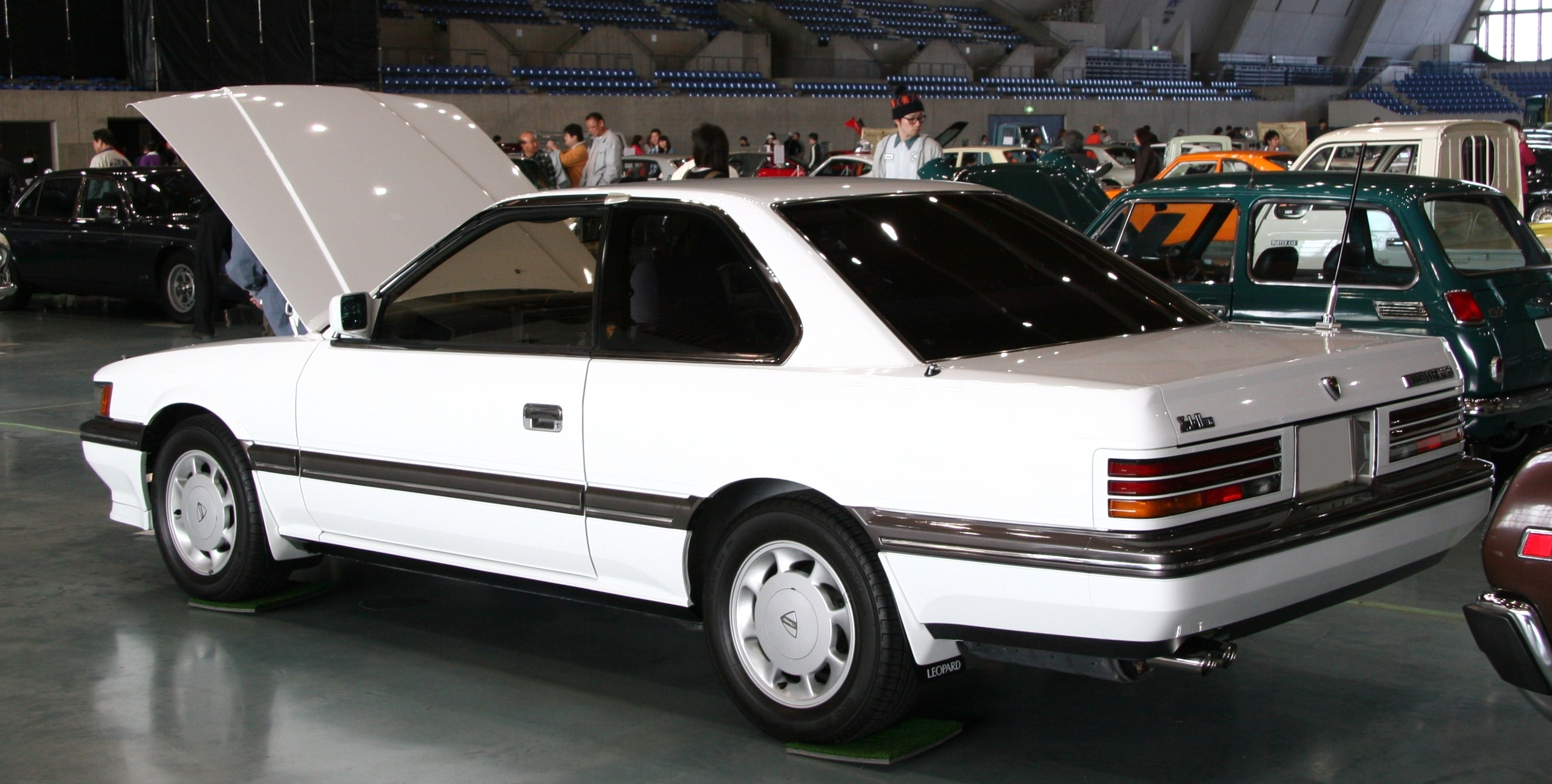
前期型（1986年2月 - 1988年8月） XJ-II 後
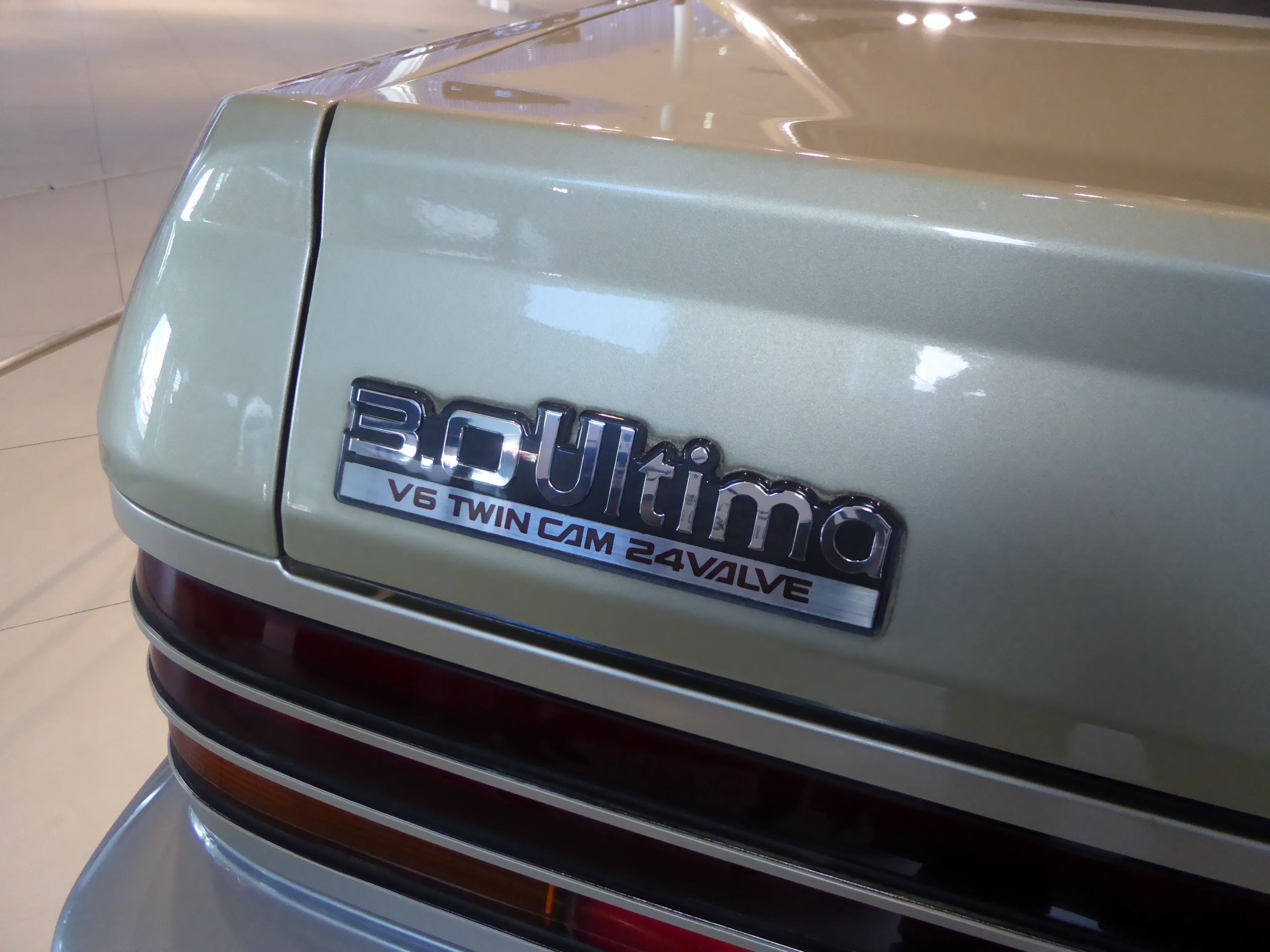
前期型（1986年2月 - 1988年8月） アルティマ バッジ
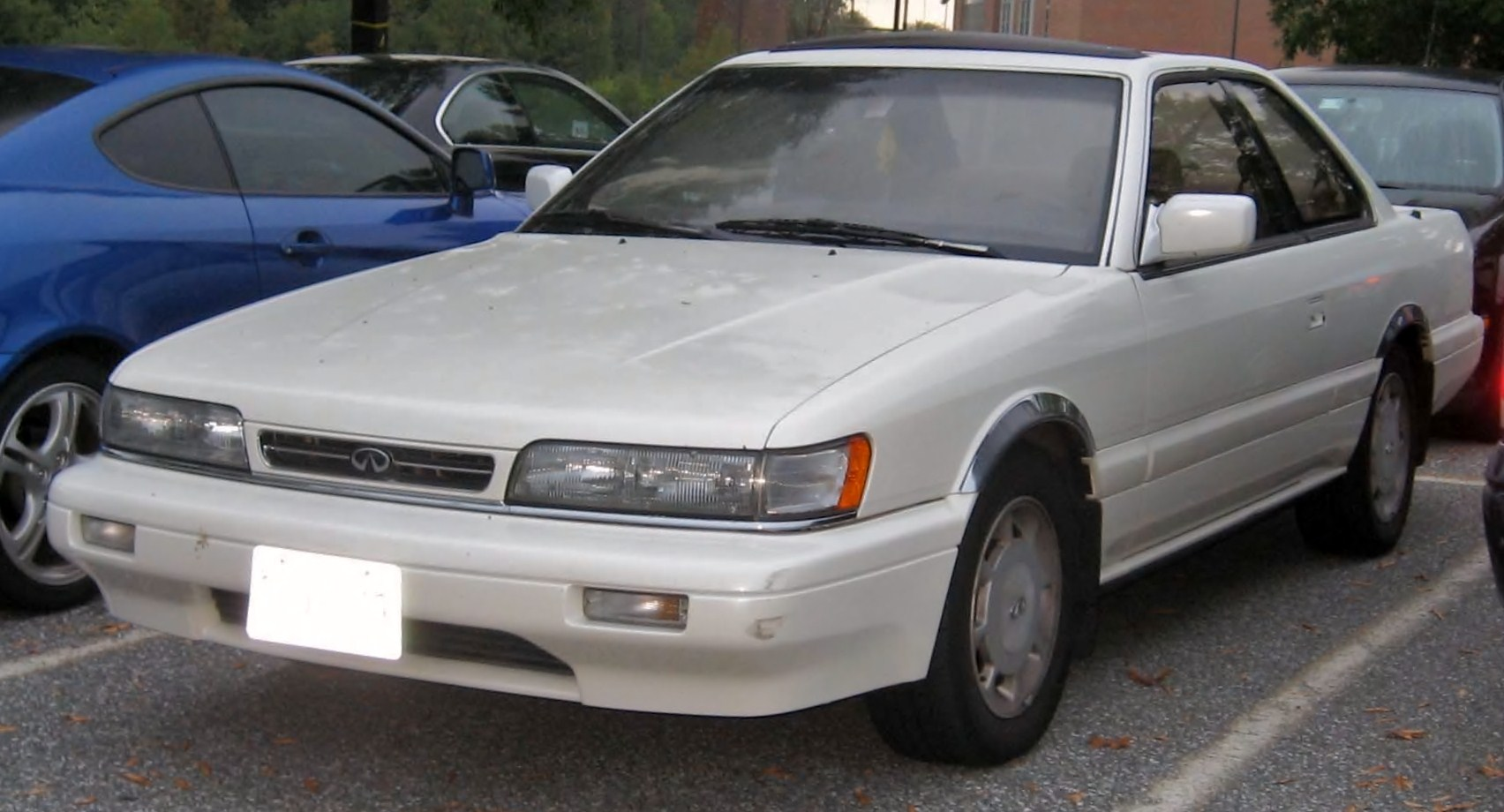
インフィニティ・M30 クーペ
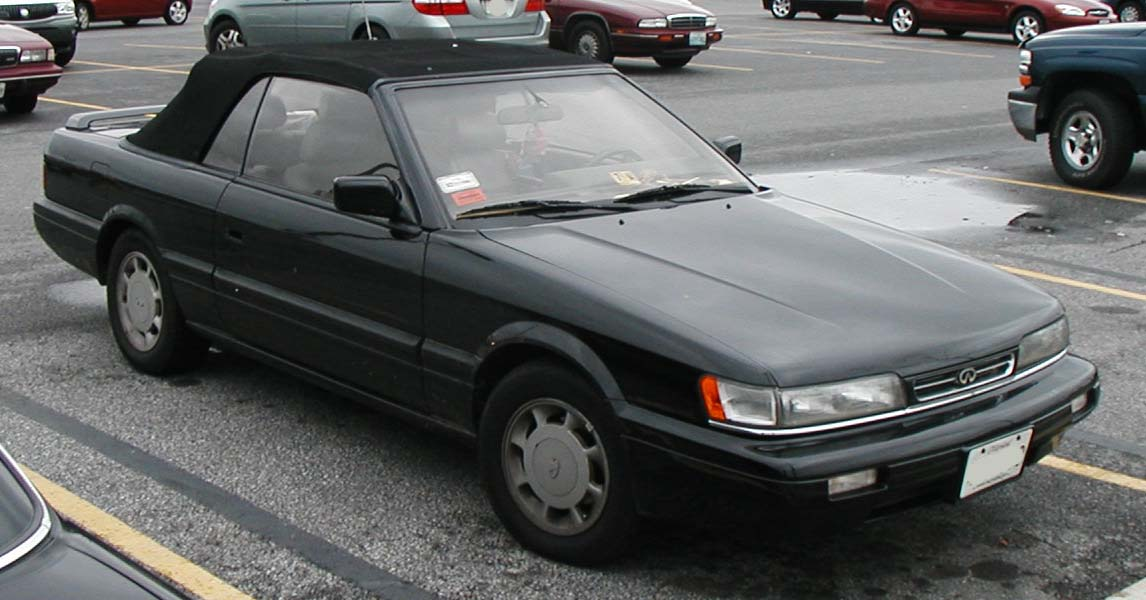
インフィニティ・M30 コンバーチブル（前）
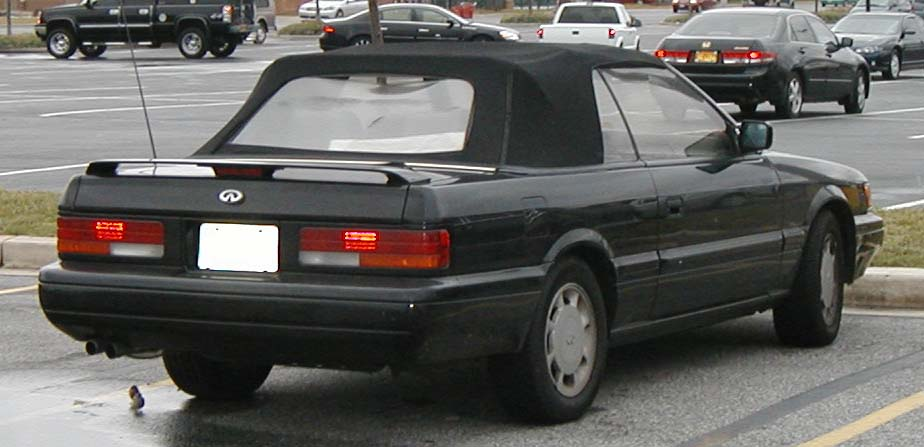
インフィニティ・M30 コンバーチブル（後）
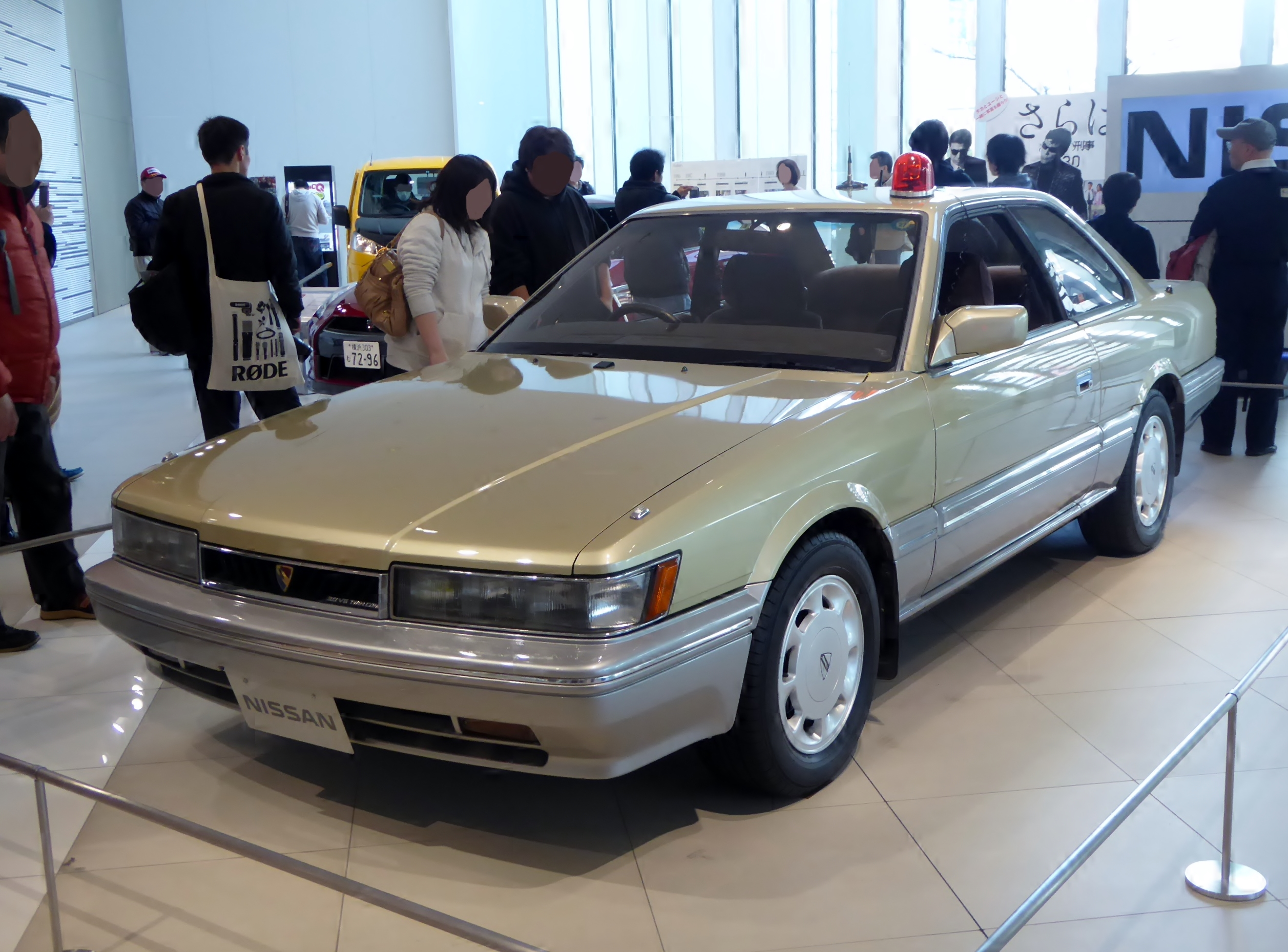
前期型（1986年2月 - 1988年8月） アルティマ 「あぶない刑事」仕様車
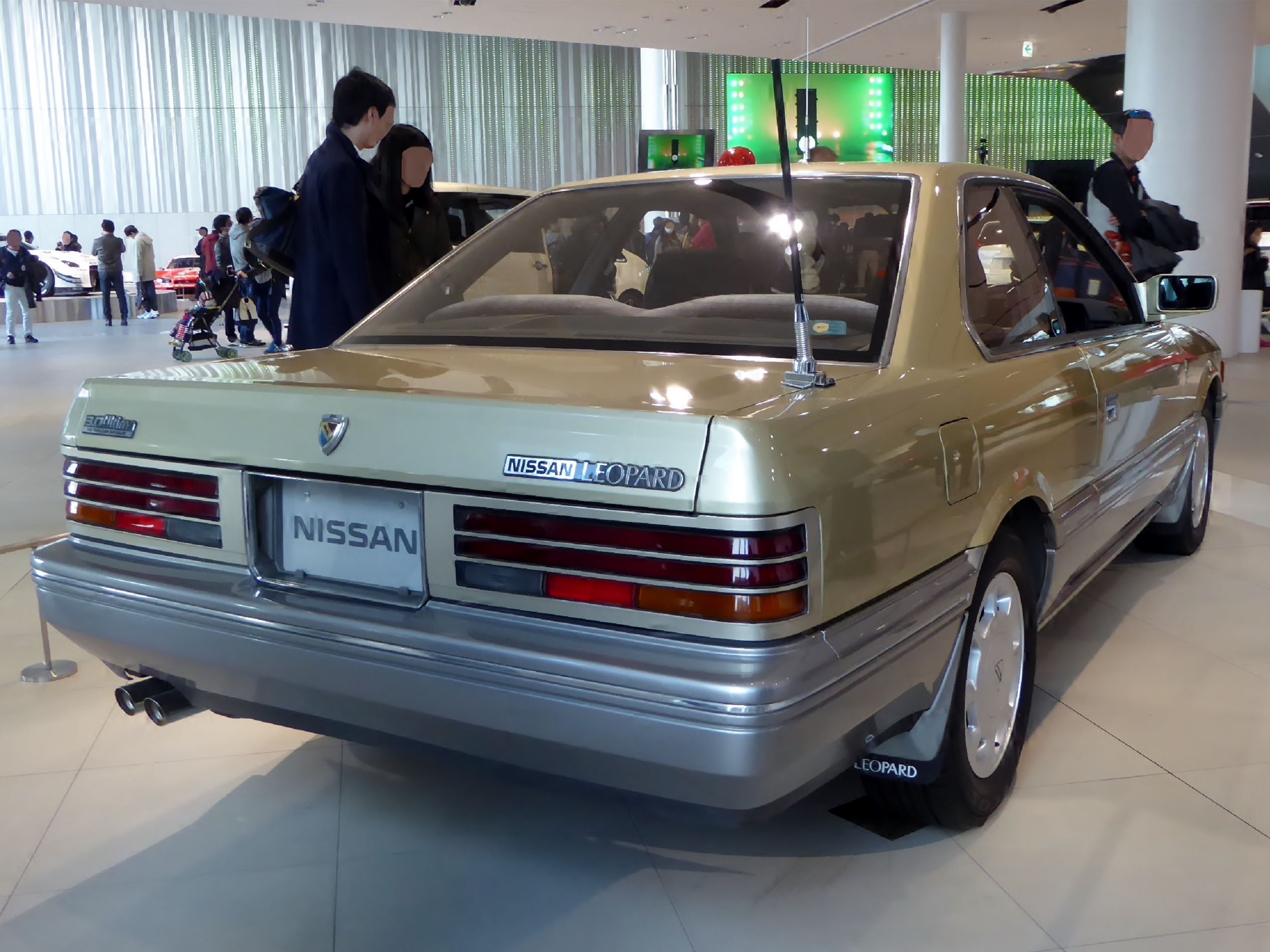
前期型（1986年2月 - 1988年8月） アルティマ 「あぶない刑事」仕様車 後
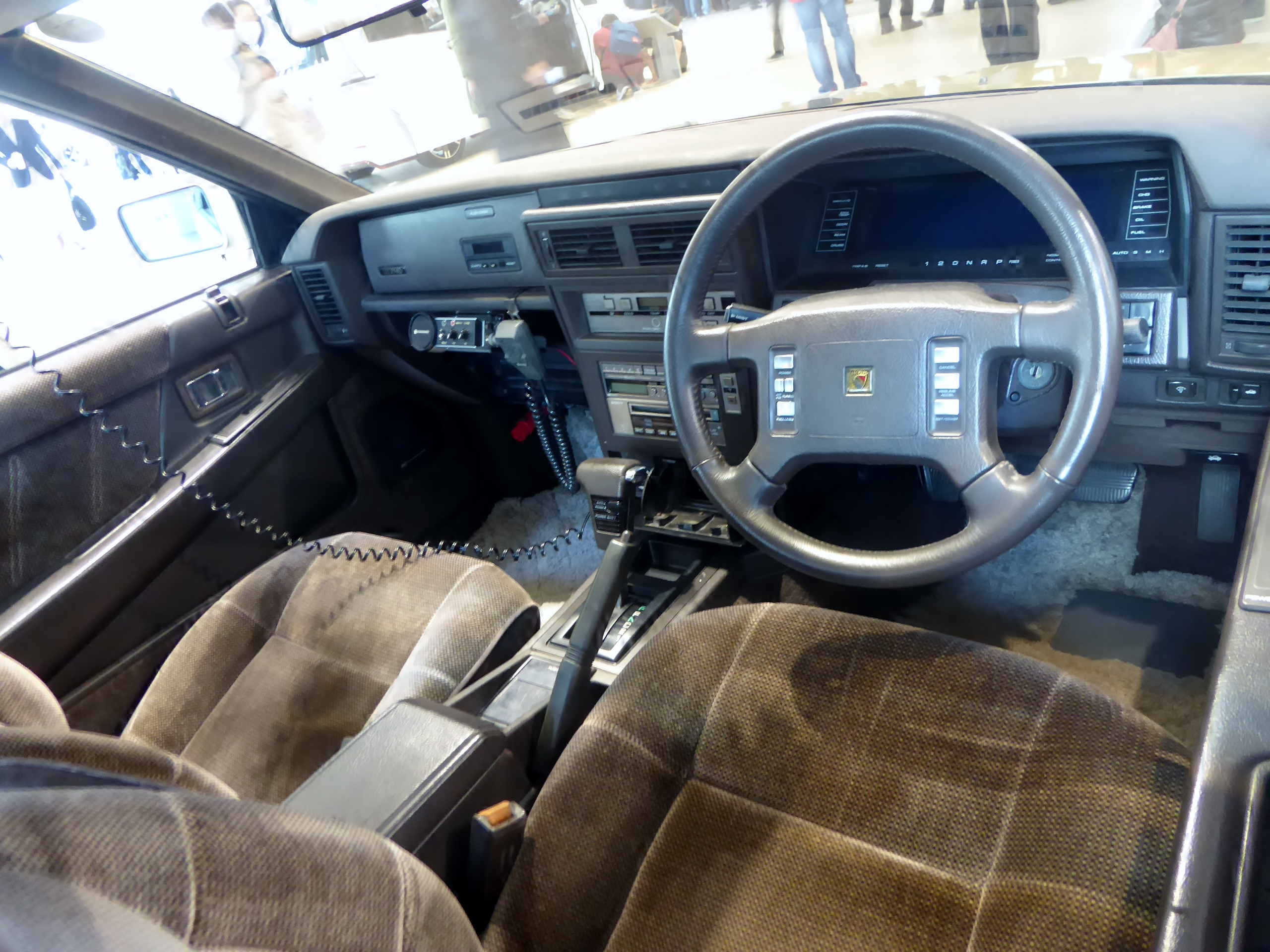
前期型（1986年2月 - 1988年8月） アルティマ 「あぶない刑事」仕様車 運転席
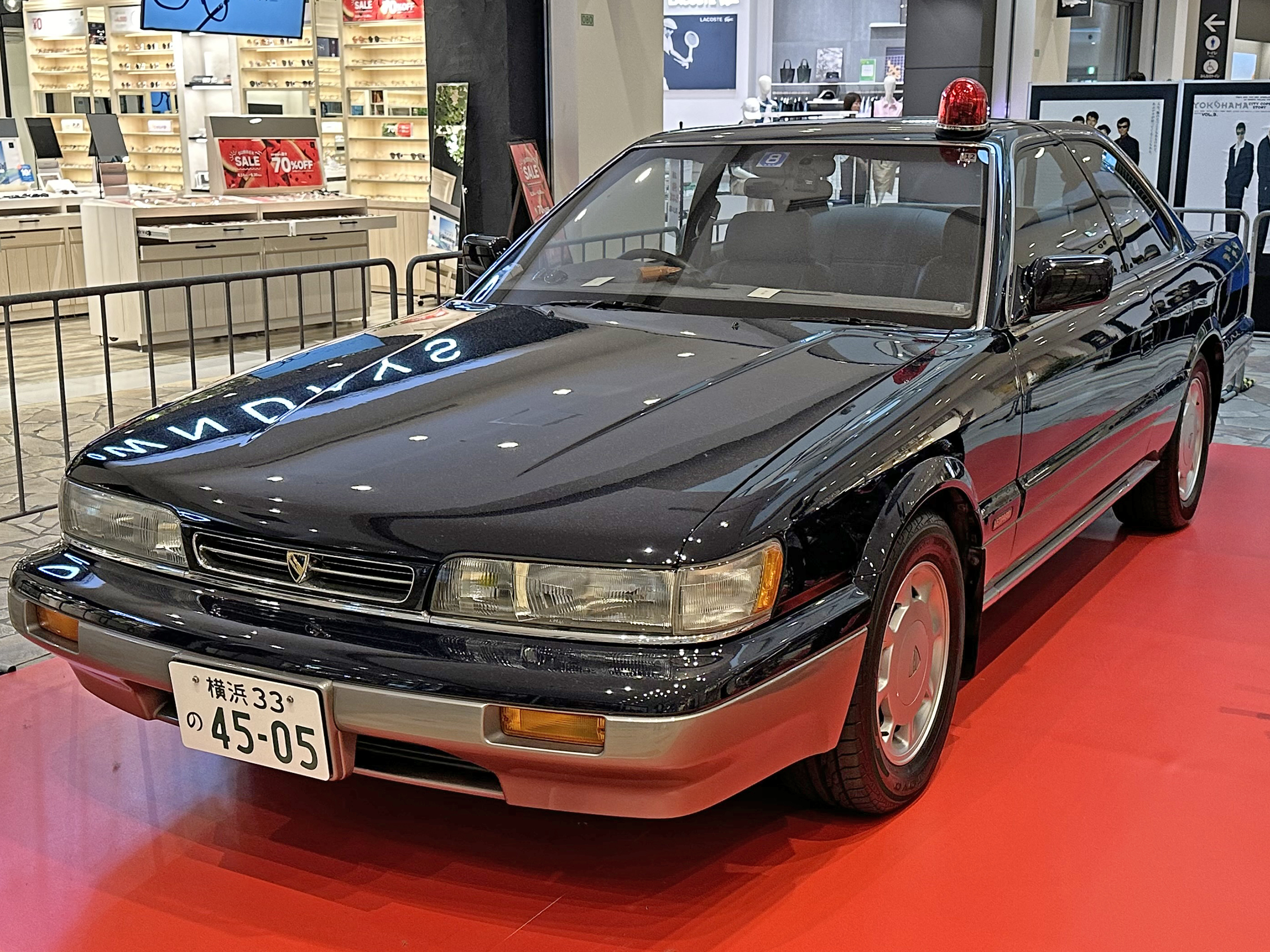
後期型（1988年8月 - 1992年8月） アルティマ V30 ツインカム ターボ 「あぶない刑事」仕様車
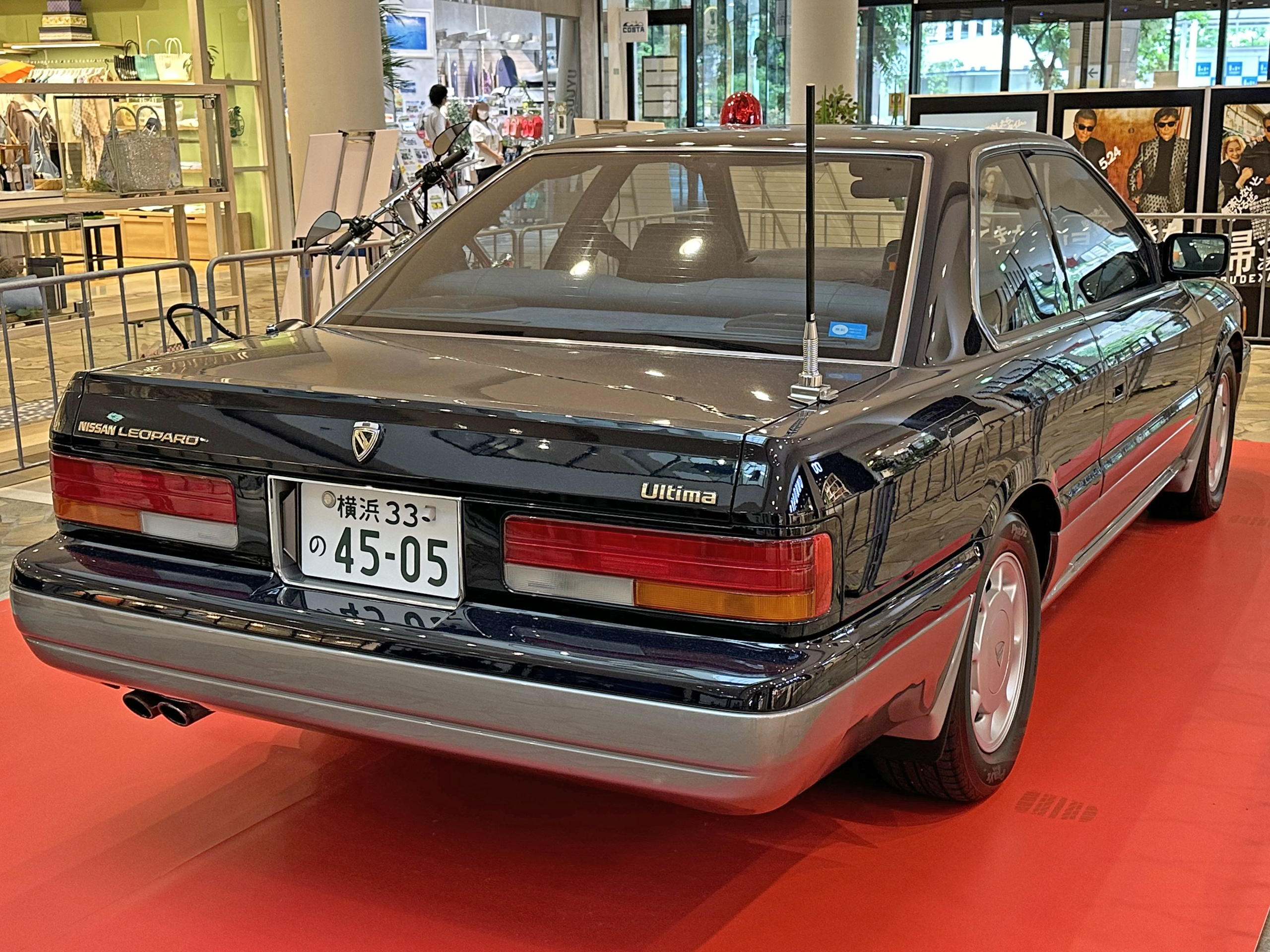
後期型（1988年8月 - 1992年8月） アルティマ V30 ツインカム ターボ 「あぶない刑事」仕様車 後

## 3代目 JY32型系 レパードJ.フェリー（1992年 - 1996年）
ベースとなったスカイラインがR32型へ世代交代する中でレパードの開発は中止となったが、日産店のラインアップに穴が開くことに対する販社の抵抗も大きく、インフィニティ・J30の日本国内投入で継続されることが決まった。その結果4ドアセダンのみの設定となり、車名もレパードJ.フェリー（LEOPARD J.FERIE）へと変更され、車の性格が変わったことをアピールした。キャッチコピーは「美しい妻と、一緒です」。
インフィニティブランドでは初のEセグメントセダンであり、日本国内においてはV型8気筒エンジンも搭載されたことから、シーマの姉妹車に等しくなったとともに、競合車種としてトヨタ・クラウンのみならずセルシオをも視野に入れた車格であった。経済的に余裕ある30代以上の子供が居ないDINKS層やカップル層がターゲットとなっていた。
フェラーリやマセラティにも収められているイタリアのポルトローナ・フラウ製（表皮のみ）の本革シートがオプションとして設定された。このシートの価格は約80万円にも及び、通常の本革シート（オーストリアのシュミットフェルトバッハ製、初代マツダ・センティアも採用していた）も約50万円など、セドリック/グロリアと比べてもよりパーソナルな高級車としての印象が強く、またこれまでのモデルと比べてもスポーツ性が大幅に抑えられ、完全なラグジュアリー志向となっている。その一方で、スポーティーな走りのキャラクターは捨てておらず、イギリス車のジャガーを意識したという足回りのセッティングやエンジンの味付けを特徴としており、走りはセドリック/グロリアのグランツーリスモと同様の活発なものであった。特にV型8気筒エンジン搭載車は車重が1,650kgと、日産におけるV型8気筒エンジン搭載車の中では最も軽量である。
エンジンは、シーマ用のV型8気筒DOHC 4.1L VH41DE型（270ps・37.8kgm）と、先代F31型にも設定されたV型6気筒 3.0L VG30DE型（200ps・26.5kgm）の2種類で、それぞれに電子制御の4速フルオートマチックトランスミッションが組み合わされる。セドリック/グロリアとは異なり、インフィニティ・Q45と同様のカギ型ゲートとロックボタンを併用したシフトレバーを備える。ABSとビスカスLSDがタイプF-ｅ以外の全車に標準装備である。VH41DEモデルのみSuper HICASが装備される。VG30DEモデルは容量可変マフラーを備える。シーマやセドリック/グロリアとは異なり、ターボ仕様や4WD（アテーサE-TS）は設定されていない。
グレード構成は発売当初はV8エンジン搭載のタイプX（469万円）とV6エンジン搭載のタイプL（386万円）・タイプF（358万円）の3種。タイプFはタイプLからキーレスエントリーやクルーズコントロールを省いたものでエンジンや足回りなどの走行性能はタイプLと全く同じである。1993年6月にタイプX・Sパッケージ（474万円）とタイプL・Sパッケージ（391万円）・タイプF-e（332万円）が追加された。Sパッケージにはインフィニティ・J30と同じ形状でエンブレムのみ日産CIマークに変更された台形格子グリルとフロントスポイラー・フォグランプが装着されている。なお、この台形格子グリルは取り付け部の形状が異なるため標準仕様の横桟グリル装着車には無加工では取り付けできない。タイプF-eはタイプFからさらにABSやビスカスLSDが省略されている。
同時期のY32型セドリック/グロリアのVG30DE型搭載車に関しては、国内ユーザーの声を反映した5速ATが組み合わされているが、J.フェリーではインフィニティ・J30からの大きな変更は見送られ、4速ATのみとされた。
エクステリアデザインは北米専売車種のアルティマを含む同時期のブルーバードセダン（U13型・SSS／EEXシリーズ）同様、カリフォルニアデザインセンター（NDI）の意見を大幅に取り入れた、リアエンドの下がったいわゆる「尻下がり」「垂れ尻」の特徴あるプロポーションとなった。スタイリングは高級車らしい風格や高級感はキープしている一方で、フロントマスクは高級車でありながら威圧感を徹底的に排除したファニー且つ柔和なデザインとなっている。
インテリアデザインは主に曲線と曲面で構成されエクステリアと共通のイメージとなっている。センターコンソールと運転席ドアスイッチ周辺は全車本木目パネルで仕上げられている。ボディーカラーによっては追加料金無しでベージュ内装からブラック内装へ変更できた。グレードやオプションにより助手席中折れシートが設定される。パーキングブレーキは踏み込んだ際にカリカリと音がしないサイレントタイプでリリースは電磁スイッチ式である。なおJ30は機械式リリースとなる。各操作系、スイッチ類は上質さを演出するために操作感がチューニングされている。セドリック/グロリアのような間接照明はないがセンターコンソール周辺を微灯で照らすなど夜間の演出も考えられている。当時としては珍しく照明つきのバニティミラーが前席の両側のサンバイザーに装備されている。
日本車としては初めて、助手席エアバッグを全車に標準装備した（レスオプションも選択可）車でもある。またR134a冷媒を使用する「オゾンセーフエアコン」も当初から採用された。
専用グリル・専用オーナメントなどを備える「オーテックリミテッド」もごくわずかに販売された。
雑誌NAVIや一部好事家での評価は高かったが、北米発の尻下がりのデザインがあまり受け入れられず、日本国内では目標販売台数は月3000台に設定していたにもかかわらず月平均の販売台数はおよそ100台前後と低迷が続き、総販売台数も約7,300台に終わった。一方で企画の段階から北米での販売を意識したこともあり、米国市場では月平均3,000台以上と安定した売り上げを保持していた。
- 1991年10月 - 第29回東京モーターショーにレパードJ.フェリー出展。
- 1992年6月 -  レパードJ.フェリー発売。
- 1993年6月 -　「タイプX Sパッケージ」「タイプL Sパッケージ」「タイプF-e」追加。
- 1996年2月[7] - 生産終了。在庫対応分のみの販売となる。生産台数は7411台[8]。
- 1996年3月 - 4代目と入れ替わる形で販売終了。

## 4代目 JY33型系（1996年 - 2000年）
車名をレパードに再改称。バブル景気下で贅沢な開発設計がなされた先代から一転し、メーカーの経営不振といった逆風の中で開発された4代目レパードは、Y33型セドリック/グロリアの主要コンポーネントの大部分が流用され、事実上これらの姉妹車となった。ローレル販売会社におけるセドリック、スカイライン販売会社におけるグロリアに対して、レパードは先代から引き続いての取り扱いとなるブルーバード販売会社と、当時このクラスの車種の取り扱いがなかったサニー販売会社でも取り扱われたため、Y33型系は実質的に日産の全販売会社での取り扱いとなった。1999年4月以降の末期はレパードもローレル販売会社とブルーバード販売会社の取り扱い車種が共通化されたことにより、日産全店で取り扱われていた。キャッチコピーは「新しい、高級のドアを開けませんか」「高級車の中で、一番自由でありたい」。
JY32型とは違って輸出やインフィニティブランドでの展開はされず、国内専用車種として販売されていた。
ボディは4ドアピラードハードトップのみ。ドアアウターパネルおよびインパネの形状はY33型セドリック/グロリアと共通。エンジンはV型6気筒が主体で、前期型がVQ30DET（3.0L DOHCターボ、270ps）、VQ30DE（3.0L DOHC、220ps）、VG30E（3.0L SOHC、160ps）の3種類。後期型でVQ30DEとVG30Eは廃止され、代わりに直噴式のVQ30DD（3.0L DOHC、230ps）と、VQ25DE（2.5L DOHC、190ps）、F31型にも設定されていたVG20E（2.0L SOHC、125ps）、また4WD車専用として、直列6気筒のRB25DET（2.5L DOHCターボ、235ps）が追加された。
グレード構成もグランツーリスモやブロアムといった区別こそ存在しないが、内容的にはセドリック/グロリアとほぼ同じような構成となり、登場当初は後席関係の装備を充実させたトップグレードのXV-Gを筆頭に、以下XV、XR、XJと続いた。
足回りはセドリック/グロリアのグランツーリスモと同じ仕様とされ、XV-GとXVには電動SUPER HICAS仕様も用意された。電動SUPER HICAS仕様の型式はJHBY33となり、"B"が追加される。
エクステリアはヘッドライト、テールランプ、フロントグリルを大ぶりにして押し出しを強めた一方で、セドリック/グロリアとは異なり安易な威圧志向を抑え、シンプルかつモダンでスポーティなデザインとした。
日産自動車初の直噴エンジンVQ30DDを搭載したモデルである。総販売台数は、前期型が約10,000台、後期型が約2,000台であった。
- 1996年3月 - JY33型にモデルチェンジ。ラインナップはXV-G/XV（VQ30DET）、XR（VQ30DE）、XJ（VG30E）。
- 1996年7月 - VG30EのXJをベースにした特別仕様車XJ-Sが登場。
- 1996年8月 - サイドエアバッグがオプション設定に追加される。
- 1997年1月 - XJをベースにVG20Eエンジンを搭載したXJ-Limitedが登場。
- 1997年10月 - セドリック/グロリアに合わせてマイナーチェンジ。

ラインアップはXV-G/XV（VQ30DET）、XR（VQ30DD）、XJ（VQ25DE/VG20E）、XJ-four（RB25DET）。
新開発の直噴式エンジンVQ30DD型のXRを追加。（発売は同年12月から）RB25DET型を搭載した4WD車のXJ-fourを追加。RB25DETを搭載した理由として、当時ATTESA E-TSとV型エンジンの組み合わせが上級車種のシーマ向けのVH41DEしか存在しなかったため、コスト削減のため既存のRB型エンジンを搭載した。　XV/XR/XJにステアリング・アルミホイールのデザイン変更したスポーツバージョンのグランスポーツを追加。VQ25DE型の追加、VQ30DE、VG30E型の廃止。
マルチAVシステムの画面が6インチ4:3ブラウン管から7インチワイド液晶となる（両方ともタッチパネル式）。
運転席キーオフ後作動パワーウインドウ、照明付バニティミラーなどの装備が追加される。
- 1999年6月[9] - セドリック/グロリアのフルモデルチェンジとオーダーストップに伴い生産終了。在庫対応分のみの販売となる。
- 2000年12月[10] - Y34型セドリック/グロリアに統合される形で販売終了。レパードは20年の歴史に幕を閉じた。販売期間中の新車登録台数の累計は1万3,726台[11]。

## 車名の由来
「leopard」とは、英語で「豹」（ひょう）の意味。
尚、初代に設定されていた「TR-X（トライエックス）」とはTechnologyの「T」、Romanの「R」、そして「未知（の走り）」を意味する「X」をつなぎ合わせたもので、3代目のサブネーム「J.FERRIE（ジェイフェリー）」とは、フランス語で「祝日」を意味する「Jours fériés（ジュール・フェリエ）」を英語風に発音した造語で、欧米人の人名のような響きを持たせることを意図して命名された。

## 販売チャネル
- 初代レパード - 日産店（ブルーバード販売会社）
- 初代レパードTR-X - チェリー店（パルサー販売会社）
- 2代目レパード - 日産店（ブルーバード販売会社）、チェリー店（パルサー販売会社）
- 3代目レパードJ.フェリー - 日産店（ブルーバード販売会社）
- 4代目レパード - 日産店（ブルーバード販売会社）、サニー店（サニー販売会社）,一部地域でプリンス店（スカイライン販売会社）

末期は日産全店で取り扱われていた。